# Нервный Нат целует невесту
«Нервный Нат целует невесту» (англ. Nervy Nat Kisses the Bride) — американский короткометражный комедийный фильм Эдвина Портера

## Сюжет
Фильм показывает бродягу, который шалит в поезде.